# Augustenborg og Rumohrsgård Godsers Birk
Augustenborg og Rumohrsgård Godsers Birk var en sønderjysk retskreds, som eksisterede i 1740 – 1853. Retskredsen lå på den mellemste og sydlige del af øen Als.  
Kernen i birket var Augustenborg godsdistrikt eller Augustenborgske godser, der var det godsdistrikt, der opstod, da det augustenborgske stamhus mistede sit hertugdømme i 1667. Som gods omfattede distriktet store dele af Sydals: Gammelgård, Hjortholm, Kegnæsgård, Majbølgård, Nygård, Rumohrsgård, Ryhave og Sønderborg ladegård. 
Efter 1853 blev distriktet omdannet til Augustenborg herred, der efter 1864 blev en del af Als Sønder Herred.

### Lægdsruller
- Landruller 1847 Arkiveret 20. januar 2022 hos  Wayback Machine